# Liste der PCB-Kongenere
Diese Liste enthält alle 209 Kongenere der polychlorierten Biphenyle (PCB).

Allgemeine Strukturformel von PCB. Bei den möglichen Positionen der Chloratome an den Phenylringen sind die Lokanten angegeben.

## Kongenerenliste

### Erläuterung der PCB-Deskriptoren
Kongenerdeskriptoren bieten die Möglichkeit einer kurzen Notation für das Substitutionsmuster und die Geometrie. Diejenigen zwölf Kongenere, welche alle vier Deskriptoren haben, werden als Dioxin-ähnlich bezeichnet, da diese bezüglich ihrer strukturellen Eigenschaften und ihrer Toxizität dem 2,3,7,8-Tetrachlordibenzo-p-dioxin (2,3,7,8-TCDD) ähnlich sind. Die einzelnen Kongenere werden anhand der Anzahl und Position der Chloratome um die Biphenylringe identifiziert.

#### CP0 / CP1
Diese 68 co-planaren Kongenere gehören in eine von zwei Gruppen:
- Die erste Gruppe setzt sich aus 20 Kongeneren zusammen, bei denen keine der ortho-Positionen chloriert ist. Sie werden als CP0 oder nicht-ortho-Kongenere bezeichnet.
- Die zweite Gruppe setzt sich aus 48 Kongeneren zusammen, bei denen nur eine der ortho-Positionen chloriert ist. Sie werden als CP1 oder mono-ortho-Kongenere bezeichnet.

#### 4CL
Diese 169 Kongenere weisen vier oder mehr Chlorsubstituenten auf, unabhängig von deren Position.

#### PP
Bei diesen 54 Kongeneren sind beide para-Positionen chloriert.

#### 2M
Bei diesen 140 Kongeneren sind zwei oder mehr meta-Positionen chloriert.
| IUPAC-Name                              | BZ-Kongenerennummer | CAS-Nummer | Deskriptoren              |
| --------------------------------------- | ------------------- | ---------- | ------------------------- |
| Biphenyl                                | 0                   | 92-52-4    | (gehört nicht zu den PCB) |
| 2-Chlorbiphenyl                         | 1                   | 2051-60-7  | CP1                       |
| 3-Chlorbiphenyl                         | 2                   | 2051-61-8  | CP0                       |
| 4-Chlorbiphenyl                         | 3                   | 2051-62-9  | CP0                       |
| 2,2′-Dichlorbiphenyl                    | 4                   | 13029-08-8 |                           |
| 2,3-Dichlorbiphenyl                     | 5                   | 16605-91-7 | CP1                       |
| 2,3′-Dichlorbiphenyl                    | 6                   | 25569-80-6 | CP1                       |
| 2,4-Dichlorbiphenyl                     | 7                   | 33284-50-3 | CP1                       |
| 2,4′-Dichlorbiphenyl                    | 8                   | 34883-43-7 | CP1                       |
| 2,5-Dichlorbiphenyl                     | 9                   | 34883-39-1 | CP1                       |
| 2,6-Dichlorbiphenyl                     | 10                  | 33146-45-1 |                           |
| 3,3′-Dichlorbiphenyl                    | 11                  | 2050-67-1  | CP0, 2M                   |
| 3,4-Dichlorbiphenyl                     | 12                  | 2974-92-7  | CP0                       |
| 3,4′-Dichlorbiphenyl                    | 13                  | 2974-90-5  | CP0                       |
| 3,5-Dichlorbiphenyl                     | 14                  | 34883-41-5 | CP0, 2M                   |
| 4,4′-Dichlorbiphenyl                    | 15                  | 2050-68-2  | CP0, PP                   |
| 2,2′,3-Trichlorbiphenyl                 | 16                  | 38444-78-9 |                           |
| 2,2′,4-Trichlorbiphenyl                 | 17                  | 37680-66-3 |                           |
| 2,2′,5-Trichlorbiphenyl                 | 18                  | 37680-65-2 |                           |
| 2,2′,6-Trichlorbiphenyl                 | 19                  | 38444-73-4 |                           |
| 2,3,3′-Trichlorbiphenyl                 | 20                  | 38444-84-7 | CP1, 2M                   |
| 2,3,4-Trichlorbiphenyl                  | 21                  | 55702-46-0 | CP1                       |
| 2,3,4′-Trichlorbiphenyl                 | 22                  | 38444-85-8 | CP1                       |
| 2,3,5-Trichlorbiphenyl                  | 23                  | 55720-44-0 | CP1, 2M                   |
| 2,3,6-Trichlorbiphenyl                  | 24                  | 55702-45-9 |                           |
| 2,3′,4-Trichlorbiphenyl                 | 25                  | 55712-37-3 | CP1                       |
| 2,3′,5-Trichlorbiphenyl                 | 26                  | 38444-81-4 | CP1, 2M                   |
| 2,3′,6-Trichlorbiphenyl                 | 27                  | 38444-76-7 |                           |
| 2,4,4′-Trichlorbiphenyl                 | 28                  | 7012-37-5  | CP1, PP                   |
| 2,4,5-Trichlorbiphenyl                  | 29                  | 15862-07-4 | CP1                       |
| 2,4,6-Trichlorbiphenyl                  | 30                  | 35693-92-6 |                           |
| 2,4′,5-Trichlorbiphenyl                 | 31                  | 16606-02-3 | CP1                       |
| 2,4′,6-Trichlorbiphenyl                 | 32                  | 38444-77-8 |                           |
| 2,3′,4′-Trichlorbiphenyl                | 33                  | 38444-86-9 | CP1                       |
| 2,3′,5′-Trichlorbiphenyl                | 34                  | 37680-68-5 | CP1, 2M                   |
| 3,3′,4-Trichlorbiphenyl                 | 35                  | 37680-69-6 | CP0, 2M                   |
| 3,3′,5-Trichlorbiphenyl                 | 36                  | 38444-87-0 | CP0, 2M                   |
| 3,4,4′-Trichlorbiphenyl                 | 37                  | 38444-90-5 | CP0, PP                   |
| 3,4,5-Trichlorbiphenyl                  | 38                  | 53555-66-1 | CP0, 2M                   |
| 3,4′,5-Trichlorbiphenyl                 | 39                  | 38444-88-1 | CP0, 2M                   |
| 2,2′,3,3′-Tetrachlorbiphenyl            | 40                  | 38444-93-8 | 4CL, 2M                   |
| 2,2′,3,4-Tetrachlorbiphenyl             | 41                  | 52663-59-9 | 4CL                       |
| 2,2′,3,4′-Tetrachlorbiphenyl            | 42                  | 36559-22-5 | 4CL                       |
| 2,2′,3,5-Tetrachlorbiphenyl             | 43                  | 70362-46-8 | 4CL, 2M                   |
| 2,2′,3,5′-Tetrachlorbiphenyl            | 44                  | 41464-39-5 | 4CL, 2M                   |
| 2,2′,3,6-Tetrachlorbiphenyl             | 45                  | 70362-45-7 | 4CL                       |
| 2,2′,3,6′-Tetrachlorbiphenyl            | 46                  | 41464-47-5 | 4CL                       |
| 2,2′,4,4′-Tetrachlorbiphenyl            | 47                  | 2437-79-8  | 4CL, PP                   |
| 2,2′,4,5-Tetrachlorbiphenyl             | 48                  | 70362-47-9 | 4CL                       |
| 2,2′,4,5′-Tetrachlorbiphenyl            | 49                  | 41464-40-8 | 4CL                       |
| 2,2′,4,6-Tetrachlorbiphenyl             | 50                  | 62796-65-0 | 4CL                       |
| 2,2′,4,6′-Tetrachlorbiphenyl            | 51                  | 68194-04-7 | 4CL                       |
| 2,2′,5,5′-Tetrachlorbiphenyl            | 52                  | 35693-99-3 | 4CL, 2M                   |
| 2,2′,5,6′-Tetrachlorbiphenyl            | 53                  | 41464-41-9 | 4CL                       |
| 2,2′,6,6′-Tetrachlorbiphenyl            | 54                  | 15968-05-5 | 4CL                       |
| 2,3,3′,4-Tetrachlorbiphenyl             | 55                  | 74338-24-2 | CP1, 4CL, 2M              |
| 2,3,3′,4′-Tetrachlorbiphenyl            | 56                  | 41464-43-1 | CP1, 4CL, 2M              |
| 2,3,3′,5-Tetrachlorbiphenyl             | 57                  | 70424-67-8 | CP1, 4CL, 2M              |
| 2,3,3′,5′-Tetrachlorbiphenyl            | 58                  | 41464-49-7 | CP1, 4CL, 2M              |
| 2,3,3′,6-Tetrachlorbiphenyl             | 59                  | 74472-33-6 | 4CL, 2M                   |
| 2,3,4,4′-Tetrachlorbiphenyl             | 60                  | 33025-41-1 | CP1, 4CL, PP              |
| 2,3,4,5-Tetrachlorbiphenyl              | 61                  | 33284-53-6 | CP1, 4CL, 2M              |
| 2,3,4,6-Tetrachlorbiphenyl              | 62                  | 54230-22-7 | 4CL                       |
| 2,3,4′,5-Tetrachlorbiphenyl             | 63                  | 74472-34-7 | CP1, 4CL, 2M              |
| 2,3,4′,6-Tetrachlorbiphenyl             | 64                  | 52663-58-8 | 4CL                       |
| 2,3,5,6-Tetrachlorbiphenyl              | 65                  | 33284-54-7 | 4CL, 2M                   |
| 2,3′,4,4′-Tetrachlorbiphenyl            | 66                  | 32598-10-0 | CP1, 4CL, PP              |
| 2,3′,4,5-Tetrachlorbiphenyl             | 67                  | 73575-53-8 | CP1, 4CL, 2M              |
| 2,3′,4,5′-Tetrachlorbiphenyl            | 68                  | 73575-52-7 | CP1, 4CL, 2M              |
| 2,3′,4,6-Tetrachlorbiphenyl             | 69                  | 60233-24-1 | 4CL                       |
| 2,3′,4′,5-Tetrachlorbiphenyl            | 70                  | 32598-11-1 | CP1, 4CL, 2M              |
| 2,3′,4′,6-Tetrachlorbiphenyl            | 71                  | 41464-46-4 | 4CL                       |
| 2,3′,5,5′-Tetrachlorbiphenyl            | 72                  | 41464-42-0 | CP1, 4CL, 2M              |
| 2,3′,5′,6-Tetrachlorbiphenyl            | 73                  | 74338-23-1 | 4CL, 2M                   |
| 2,4,4′,5-Tetrachlorbiphenyl             | 74                  | 32690-93-0 | CP1, 4CL, PP              |
| 2,4,4′,6-Tetrachlorbiphenyl             | 75                  | 32598-12-2 | 4CL, PP                   |
| 2,3′,4′,5′-Tetrachlorbiphenyl           | 76                  | 70362-48-0 | CP1, 4CL, 2M              |
| 3,3′,4,4′-Tetrachlorbiphenyl            | 77                  | 32598-13-3 | CP0, 4CL, PP, 2M          |
| 3,3′,4,5-Tetrachlorbiphenyl             | 78                  | 70362-49-1 | CP0, 4CL, 2M              |
| 3,3′,4,5′-Tetrachlorbiphenyl            | 79                  | 41464-48-6 | CP0, 4CL, 2M              |
| 3,3′,5,5′-Tetrachlorbiphenyl            | 80                  | 33284-52-5 | CP0, 4CL, 2M              |
| 3,4,4′,5-Tetrachlorbiphenyl             | 81                  | 70362-50-4 | CP0, 4CL, PP, 2M          |
| 2,2′,3,3′,4-Pentachlorbiphenyl          | 82                  | 52663-62-4 | 4CL, 2M                   |
| 2,2′,3,3′,5-Pentachlorbiphenyl          | 83                  | 60145-20-2 | 4CL, 2M                   |
| 2,2′,3,3′,6-Pentachlorbiphenyl          | 84                  | 52663-60-2 | 4CL, 2M                   |
| 2,2′,3,4,4′-Pentachlorbiphenyl          | 85                  | 65510-45-4 | 4CL, PP                   |
| 2,2′,3,4,5-Pentachlorbiphenyl           | 86                  | 55312-69-1 | 4CL, 2M                   |
| 2,2′,3,4,5′-Pentachlorbiphenyl          | 87                  | 38380-02-8 | 4CL, 2M                   |
| 2,2′,3,4,6-Pentachlorbiphenyl           | 88                  | 55215-17-3 | 4CL                       |
| 2,2′,3,4,6′-Pentachlorbiphenyl          | 89                  | 73575-57-2 | 4CL                       |
| 2,2′,3,4′,5-Pentachlorbiphenyl          | 90                  | 68194-07-0 | 4CL, 2M                   |
| 2,2′,3,4′,6-Pentachlorbiphenyl          | 91                  | 68194-05-8 | 4CL                       |
| 2,2′,3,5,5′-Pentachlorbiphenyl          | 92                  | 52663-61-3 | 4CL, 2M                   |
| 2,2′,3,5,6-Pentachlorbiphenyl           | 93                  | 73575-56-1 | 4CL, 2M                   |
| 2,2′,3,5,6′-Pentachlorbiphenyl          | 94                  | 73575-55-0 | 4CL, 2M                   |
| 2,2′,3,5′,6-Pentachlorbiphenyl          | 95                  | 38379-99-6 | 4CL, 2M                   |
| 2,2′,3,6,6′-Pentachlorbiphenyl          | 96                  | 73575-54-9 | 4CL                       |
| 2,2′,3,4′,5′-Pentachlorbiphenyl         | 97                  | 41464-51-1 | 4CL, 2M                   |
| 2,2′,3,4′,6′-Pentachlorbiphenyl         | 98                  | 60233-25-2 | 4CL                       |
| 2,2′,4,4′,5-Pentachlorbiphenyl          | 99                  | 38380-01-7 | 4CL, PP                   |
| 2,2′,4,4′,6-Pentachlorbiphenyl          | 100                 | 39485-83-1 | 4CL, PP                   |
| 2,2′,4,5,5′-Pentachlorbiphenyl          | 101                 | 37680-73-2 | 4CL, 2M                   |
| 2,2′,4,5,6′-Pentachlorbiphenyl          | 102                 | 68194-06-9 | 4CL                       |
| 2,2′,4,5′,6-Pentachlorbiphenyl          | 103                 | 60145-21-3 | 4CL                       |
| 2,2′,4,6,6′-Pentachlorbiphenyl          | 104                 | 56558-16-8 | 4CL                       |
| 2,3,3′,4,4′-Pentachlorbiphenyl          | 105                 | 32598-14-4 | CP1, 4CL, PP, 2M          |
| 2,3,3′,4,5-Pentachlorbiphenyl           | 106                 | 70424-69-0 | CP1, 4CL, 2M              |
| 2,3,3′,4′,5-Pentachlorbiphenyl          | 107                 | 70424-68-9 | CP1, 4CL, 2M              |
| 2,3,3′,4,5′-Pentachlorbiphenyl          | 108                 | 70362-41-3 | CP1, 4CL, 2M              |
| 2,3,3′,4,6-Pentachlorbiphenyl           | 109                 | 74472-35-8 | 4CL, 2M                   |
| 2,3,3′,4′,6-Pentachlorbiphenyl          | 110                 | 38380-03-9 | 4CL, 2M                   |
| 2,3,3′,5,5′-Pentachlorbiphenyl          | 111                 | 39635-32-0 | CP1, 4CL, 2M              |
| 2,3,3′,5,6-Pentachlorbiphenyl           | 112                 | 74472-36-9 | 4CL, 2M                   |
| 2,3,3′,5′,6-Pentachlorbiphenyl          | 113                 | 68194-10-5 | 4CL, 2M                   |
| 2,3,4,4′,5-Pentachlorbiphenyl           | 114                 | 74472-37-0 | CP1, 4CL, PP, 2M          |
| 2,3,4,4′,6-Pentachlorbiphenyl           | 115                 | 74472-38-1 | 4CL, PP                   |
| 2,3,4,5,6-Pentachlorbiphenyl            | 116                 | 18259-05-7 | 4CL, 2M                   |
| 2,3,4′,5,6-Pentachlorbiphenyl           | 117                 | 68194-11-6 | 4CL, 2M                   |
| 2,3′,4,4′,5-Pentachlorbiphenyl          | 118                 | 31508-00-6 | CP1, 4CL, PP, 2M          |
| 2,3′,4,4′,6-Pentachlorbiphenyl          | 119                 | 56558-17-9 | 4CL, PP                   |
| 2,3′,4,5,5′-Pentachlorbiphenyl          | 120                 | 68194-12-7 | CP1, 4CL, 2M              |
| 2,3′,4,5′,6-Pentachlorbiphenyl          | 121                 | 56558-18-0 | 4CL, 2M                   |
| 2,3,3′,4′,5′-Pentachlorbiphenyl         | 122                 | 76842-07-4 | CP1, 4CL, 2M              |
| 2,3′,4,4′,5′-Pentachlorbiphenyl         | 123                 | 65510-44-3 | CP1, 4CL, PP, 2M          |
| 2,3′,4′,5,5′-Pentachlorbiphenyl         | 124                 | 70424-70-3 | CP1, 4CL, 2M              |
| 2,3′,4′,5′,6-Pentachlorbiphenyl         | 125                 | 74472-39-2 | 4CL, 2M                   |
| 3,3′,4,4′,5-Pentachlorbiphenyl          | 126                 | 57465-28-8 | CP0, 4CL, PP, 2M          |
| 3,3′,4,5,5′-Pentachlorbiphenyl          | 127                 | 39635-33-1 | CP0, 4CL, 2M              |
| 2,2′,3,3′,4,4′-Hexachlorbiphenyl        | 128                 | 38380-07-3 | 4CL, PP, 2M               |
| 2,2′,3,3′,4,5-Hexachlorbiphenyl         | 129                 | 55215-18-4 | 4CL, 2M                   |
| 2,2′,3,3′,4,5′-Hexachlorbiphenyl        | 130                 | 52663-66-8 | 4CL, 2M                   |
| 2,2′,3,3′,4,6-Hexachlorbiphenyl         | 131                 | 61798-70-7 | 4CL, 2M                   |
| 2,2′,3,3′,4,6′-Hexachlorbiphenyl        | 132                 | 38380-05-1 | 4CL, 2M                   |
| 2,2′,3,3′,5,5′-Hexachlorbiphenyl        | 133                 | 35694-04-3 | 4CL, 2M                   |
| 2,2′,3,3′,5,6-Hexachlorbiphenyl         | 134                 | 52704-70-8 | 4CL, 2M                   |
| 2,2′,3,3′,5,6′-Hexachlorbiphenyl        | 135                 | 52744-13-5 | 4CL, 2M                   |
| 2,2′,3,3′,6,6′-Hexachlorbiphenyl        | 136                 | 38411-22-2 | 4CL, 2M                   |
| 2,2′,3,4,4′,5-Hexachlorbiphenyl         | 137                 | 35694-06-5 | 4CL, PP, 2M               |
| 2,2′,3,4,4′,5′-Hexachlorbiphenyl        | 138                 | 35065-28-2 | 4CL, PP, 2M               |
| 2,2′,3,4,4′,6-Hexachlorbiphenyl         | 139                 | 56030-56-9 | 4CL, PP                   |
| 2,2′,3,4,4′,6′-Hexachlorbiphenyl        | 140                 | 59291-64-4 | 4CL, PP                   |
| 2,2′,3,4,5,5′-Hexachlorbiphenyl         | 141                 | 52712-04-6 | 4CL, 2M                   |
| 2,2′,3,4,5,6-Hexachlorbiphenyl          | 142                 | 41411-61-4 | 4CL, 2M                   |
| 2,2′,3,4,5,6′-Hexachlorbiphenyl         | 143                 | 68194-15-0 | 4CL, 2M                   |
| 2,2′,3,4,5′,6-Hexachlorbiphenyl         | 144                 | 68194-14-9 | 4CL, 2M                   |
| 2,2′,3,4,6,6′-Hexachlorbiphenyl         | 145                 | 74472-40-5 | 4CL                       |
| 2,2′,3,4′,5,5′-Hexachlorbiphenyl        | 146                 | 51908-16-8 | 4CL, 2M                   |
| 2,2′,3,4′,5,6-Hexachlorbiphenyl         | 147                 | 68194-13-8 | 4CL, 2M                   |
| 2,2′,3,4′,5,6′-Hexachlorbiphenyl        | 148                 | 74472-41-6 | 4CL, 2M                   |
| 2,2′,3,4′,5′,6-Hexachlorbiphenyl        | 149                 | 38380-04-0 | 4CL, 2M                   |
| 2,2′,3,4′,6,6′-Hexachlorbiphenyl        | 150                 | 68194-08-1 | 4CL                       |
| 2,2′,3,5,5′,6-Hexachlorbiphenyl         | 151                 | 52663-63-5 | 4CL, 2M                   |
| 2,2′,3,5,6,6′-Hexachlorbiphenyl         | 152                 | 68194-09-2 | 4CL, 2M                   |
| 2,2′,4,4′,5,5′-Hexachlorbiphenyl        | 153                 | 35065-27-1 | 4CL, PP, 2M               |
| 2,2′,4,4′,5,6′-Hexachlorbiphenyl        | 154                 | 60145-22-4 | 4CL, PP                   |
| 2,2′,4,4′,6,6′-Hexachlorbiphenyl        | 155                 | 33979-03-2 | 4CL, PP                   |
| 2,3,3′,4,4′,5-Hexachlorbiphenyl         | 156                 | 38380-08-4 | CP1, 4CL, PP, 2M          |
| 2,3,3′,4,4′,5′-Hexachlorbiphenyl        | 157                 | 69782-90-7 | CP1, 4CL, PP, 2M          |
| 2,3,3′,4,4′,6-Hexachlorbiphenyl         | 158                 | 74472-42-7 | 4CL, PP, 2M               |
| 2,3,3′,4,5,5′-Hexachlorbiphenyl         | 159                 | 39635-35-3 | CP1, 4CL, 2M              |
| 2,3,3′,4,5,6-Hexachlorbiphenyl          | 160                 | 41411-62-5 | 4CL, 2M                   |
| 2,3,3′,4,5′,6-Hexachlorbiphenyl         | 161                 | 74472-43-8 | 4CL, 2M                   |
| 2,3,3′,4′,5,5′-Hexachlorbiphenyl        | 162                 | 39635-34-2 | CP1, 4CL, 2M              |
| 2,3,3′,4′,5,6-Hexachlorbiphenyl         | 163                 | 74472-44-9 | 4CL, 2M                   |
| 2,3,3′,4′,5′,6-Hexachlorbiphenyl        | 164                 | 74472-45-0 | 4CL, 2M                   |
| 2,3,3′,5,5′,6-Hexachlorbiphenyl         | 165                 | 74472-46-1 | 4CL, 2M                   |
| 2,3,4,4′,5,6-Hexachlorbiphenyl          | 166                 | 41411-63-6 | 4CL, PP, 2M               |
| 2,3′,4,4′,5,5′-Hexachlorbiphenyl        | 167                 | 52663-72-6 | CP1, 4CL, PP, 2M          |
| 2,3′,4,4′,5′,6-Hexachlorbiphenyl        | 168                 | 59291-65-5 | 4CL, PP, 2M               |
| 3,3′,4,4′,5,5′-Hexachlorbiphenyl        | 169                 | 32774-16-6 | CP0, 4CL, PP, 2M          |
| 2,2′,3,3′,4,4′,5-Heptachlorbiphenyl     | 170                 | 35065-30-6 | 4CL, PP, 2M               |
| 2,2′,3,3′,4,4′,6-Heptachlorbiphenyl     | 171                 | 52663-71-5 | 4CL, PP, 2M               |
| 2,2′,3,3′,4,5,5′-Heptachlorbiphenyl     | 172                 | 52663-74-8 | 4CL, 2M                   |
| 2,2′,3,3′,4,5,6-Heptachlorbiphenyl      | 173                 | 68194-16-1 | 4CL, 2M                   |
| 2,2′,3,3′,4,5,6′-Heptachlorbiphenyl     | 174                 | 38411-25-5 | 4CL, 2M                   |
| 2,2′,3,3′,4,5′,6-Heptachlorbiphenyl     | 175                 | 40186-70-7 | 4CL, 2M                   |
| 2,2′,3,3′,4,6,6′-Heptachlorbiphenyl     | 176                 | 52663-65-7 | 4CL, 2M                   |
| 2,2′,3,3′,4,5′,6′-Heptachlorbiphenyl    | 177                 | 52663-70-4 | 4CL, 2M                   |
| 2,2′,3,3′,5,5′,6-Heptachlorbiphenyl     | 178                 | 52663-67-9 | 4CL, 2M                   |
| 2,2′,3,3′,5,6,6′-Heptachlorbiphenyl     | 179                 | 52663-64-6 | 4CL, 2M                   |
| 2,2′,3,4,4′,5,5′-Heptachlorbiphenyl     | 180                 | 35065-29-3 | 4CL, PP, 2M               |
| 2,2′,3,4,4′,5,6-Heptachlorbiphenyl      | 181                 | 74472-47-2 | 4CL, PP, 2M               |
| 2,2′,3,4,4′,5,6′-Heptachlorbiphenyl     | 182                 | 60145-23-5 | 4CL, PP, 2M               |
| 2,2′,3,4,4′,5′,6-Heptachlorbiphenyl     | 183                 | 52663-69-1 | 4CL, PP, 2M               |
| 2,2′,3,4,4′,6,6′-Heptachlorbiphenyl     | 184                 | 74472-48-3 | 4CL, PP                   |
| 2,2′,3,4,5,5′,6-Heptachlorbiphenyl      | 185                 | 52712-05-7 | 4CL, 2M                   |
| 2,2′,3,4,5,6,6′-Heptachlorbiphenyl      | 186                 | 74472-49-4 | 4CL, 2M                   |
| 2,2′,3,4′,5,5′,6-Heptachlorbiphenyl     | 187                 | 52663-68-0 | 4CL, 2M                   |
| 2,2′,3,4′,5,6,6′-Heptachlorbiphenyl     | 188                 | 74487-85-7 | 4CL, 2M                   |
| 2,3,3′,4,4′,5,5′-Heptachlorbiphenyl     | 189                 | 39635-31-9 | CP1, 4CL, PP, 2M          |
| 2,3,3′,4,4′,5,6-Heptachlorbiphenyl      | 190                 | 41411-64-7 | 4CL, PP, 2M               |
| 2,3,3′,4,4′,5′,6-Heptachlorbiphenyl     | 191                 | 74472-50-7 | 4CL, PP, 2M               |
| 2,3,3′,4,5,5′,6-Heptachlorbiphenyl      | 192                 | 74472-51-8 | 4CL, 2M                   |
| 2,3,3′,4′,5,5′,6-Heptachlorbiphenyl     | 193                 | 69782-91-8 | 4CL, 2M                   |
| 2,2′,3,3′,4,4′,5,5′-Octachlorbiphenyl   | 194                 | 35694-08-7 | 4CL, PP, 2M               |
| 2,2′,3,3′,4,4′,5,6-Octachlorbiphenyl    | 195                 | 52663-78-2 | 4CL, PP, 2M               |
| 2,2′,3,3′,4,4′,5,6′-Octachlorbiphenyl   | 196                 | 42740-50-1 | 4CL, PP, 2M               |
| 2,2′,3,3′,4,4′,6,6′-Octachlorbiphenyl   | 197                 | 33091-17-7 | 4CL, PP, 2M               |
| 2,2′,3,3′,4,5,5′,6-Octachlorbiphenyl    | 198                 | 68194-17-2 | 4CL, 2M                   |
| 2,2′,3,3′,4,5,5′,6′-Octachlorbiphenyl   | 199                 | 52663-75-9 | 4CL, 2M                   |
| 2,2′,3,3′,4,5,6,6′-Octachlorbiphenyl    | 200                 | 52663-73-7 | 4CL, 2M                   |
| 2,2′,3,3′,4,5′,6,6′-Octachlorbiphenyl   | 201                 | 40186-71-8 | 4CL, 2M                   |
| 2,2′,3,3′,5,5′,6,6′-Octachlorbiphenyl   | 202                 | 2136-99-4  | 4CL, 2M                   |
| 2,2′,3,4,4′,5,5′,6-Octachlorbiphenyl    | 203                 | 52663-76-0 | 4CL, PP, 2M               |
| 2,2′,3,4,4′,5,6,6′-Octachlorbiphenyl    | 204                 | 74472-52-9 | 4CL, PP, 2M               |
| 2,3,3′,4,4′,5,5′,6-Octachlorbiphenyl    | 205                 | 74472-53-0 | 4CL, PP, 2M               |
| 2,2′,3,3′,4,4′,5,5′,6-Nonachlorbiphenyl | 206                 | 40186-72-9 | 4CL, PP, 2M               |
| 2,2′,3,3′,4,4′,5,6,6′-Nonachlorbiphenyl | 207                 | 52663-79-3 | 4CL, PP, 2M               |
| 2,2′,3,3′,4,5,5′,6,6′-Nonachlorbiphenyl | 208                 | 52663-77-1 | 4CL, 2M                   |
| Decachlorbiphenyl                       | 209                 | 2051-24-3  | 4CL, PP, 2M               |